# Szama Grajer
Szama Grajer (ur. 17 kwietnia 1911 w Lublinie, zm. po 9 listopada 1942 tamże) – polsko-żydowski fryzjer, restaurator i sutener, kolaborant okresu II wojny światowej, jedna z najbardziej wpływowych osobistości w getcie lubelskim.
Przed wojną był znaną postacią lubelskiego półświatka, karaną za stręczycielstwo i sutenerstwo. W czasie niemieckiej okupacji został konfidentem Gestapo. Wkrótce stał się jedną z najbardziej wpływowych osobistości w getcie, zyskując sobie przydomek „żydowskiego króla”. Dopuszczał się wyłudzeń i wymuszeń na wielką skalę, zyskami dzieląc się z Niemcami. Prowadzona przezeń restauracja była ulubionym miejscem spotkań kolaborantów i przedstawicieli półświatka, chętnie odwiedzanym także przez niemieckich urzędników i oficerów SS. Po rozpoczęciu Einsatz Reinhardt aktywnie współpracował z Niemcami podczas wielkich akcji likwidacyjnych w gettach lubelskim i warszawskim. Jako niewygodny świadek finansowych machinacji został zamordowany przez Niemców niedługo po ostatecznej likwidacji getta lubelskiego.
Szama Grajer był jednym z najbardziej znanych żydowskich kolaborantów okresu II wojny światowej, a wokół jego osoby narosły liczne mity i legendy.

## Życiorys

### Młodość
Był najmłodszym z siedmiorga dzieci Ariego Lejby Grajera i Chai Bruchy z d. Zandsztajn. Jego rodzice byli właścicielami kamienicy przy ul. Zamkowej 3 w Lublinie; ponadto prowadzili herbaciarnię przy ul. Zamkowej 5 oraz sklep przy ul. Szerokiej 1. Ojciec Grajera był powiązany z lubelskim półświatkiem. Miał trudnić się paserstwem, a prowadzona przezeń herbaciarnia była popularnym miejscem spotkań przestępców, prostytutek i innych przedstawicieli marginesu społecznego.
Szama uczęszczał do siedmioklasowej szkoły powszechnej, a po jej ukończeniu terminował na fryzjera. W latach 1934–1935 odbył obowiązkową służbę wojskową 3 Pułku Artylerii Lekkiej Legionów w Zamościu. Szeregi Wojska Polskiego opuścił w stopniu kaprala rezerwy.
Był prawdopodobnie jedynym z rodzeństwa, który uwikłał się w nielegalne interesy ojca. Już przed wybuchem II wojny światowej stał się znaną postacią lubelskiego półświatka, a jego działalność budziła nawet zainteresowanie lokalnej prasy. Wraz ze swoją kochanką, starszą o osiem lat byłą prostytutką o nazwisku Gołda Małc, prowadził od 1933 roku dom publiczny przy ul. Złotej 1 na Starym Mieście. W 1937 roku dzięki zyskom z nielegalnej działalności wykupił dyplom rzemieślniczy, a następnie otworzył zakład fryzjerski przy Krakowskim Przedmieściu 24.
W czerwcu 1937 roku Grajer i Małc zostali aresztowani, najprawdopodobniej na skutek donosów zainspirowanych przez właściciela konkurencyjnego przybytku. Wyrokiem sądu okręgowego w Lublinie z 2 listopada tegoż roku Grajer został skazany na karę trzech lat pozbawienia wolności, podczas gdy jego kochanka i wspólniczka usłyszała wyrok czterech lat pozbawienia wolności. Jednocześnie komornik zajął należący do niego zakład fryzjerski.
Grajer odbywał karę na Zamku w Lublinie. Pełnił tam funkcję więziennego fryzjera, a jednocześnie był najprawdopodobniej tajnym informatorem straży więziennej.

### II wojna światowa

#### Pierwsze lata okupacji
Niektórzy świadkowie twierdzili, że Grajer zbiegł lub został uwolniony z więzienia we wrześniu 1939 roku, jeszcze przed wkroczeniem Niemców do Lublina. Niedługo po rozpoczęciu okupacji miał jednak zostać ponownie aresztowany. Większość źródeł podaje, że zatrzymano go pod zarzutem napaści na volksdeutscha. Inna wersja, przytoczona w jednej z relacji, głosi, że przyczyną aresztowania było zabójstwo polskiego stróża, który szantażował zamożnych Żydów. Adam Kopciowski nie wyklucza jednak, że żadna z tych wersji nie była prawdziwa, a Grajer w rzeczywistości odsiedział cały przedwojenny wyrok lub został ujęty krótko po tym, gdy korzystając z wojennego chaosu, uciekł z więzienia.
Będąc więzionym na Zamku w Lublinie, Grajer zdołał sobie zaskarbić zaufanie Niemców. Jako więzienny fryzjer strzygł i golił funkcjonariuszy Gestapo. Wkrótce został przez nich zwerbowany jako tajny informator. Więzienie opuścił najpóźniej jesienią 1940 roku. Zamieszkawszy w getcie lubelskim, szybko zdobył sobie reputację człowieka, który dzięki zażyłym stosunkom z okupantem jest w stanie – za odpowiednią opłatą – załatwić wiele spraw. Niekiedy, być może kierując się względami wizerunkowymi, udzielał także rodakom bezinteresownej pomocy. Między innymi doprowadził do zwolnienia z aresztu kilku Żydówek, które zatrzymano pod zarzutem nienoszenia opasek z gwiazdą Dawida. W późniejszym okresie proszono go nawet o pomoc w sprowadzeniu do Lublina krewnych z innych miast. Jednocześnie swoje kontakty z Niemcami wykorzystał, aby rozprawić się z rywalami z lubelskiego półświatka, którzy przed wojną doprowadzili do jego aresztowania.
Jesienią lub zimą 1941 roku za zgodą władz niemieckich otworzył restaurację w kamienicy przy ul. Lubartowskiej 15, położonej w południowej części getta. W lokalu serwowano wykwintne jak na okupacyjne realia potrawy; występowała tam również orkiestra złożona z popularnych przed wojną żydowskich muzyków. Restauracja Grajera stała się ulubionym miejscem spotkań żydowskich kolaborantów i przedstawicieli półświatka. Częstymi gośćmi byli tam także członkowie Judenratu oraz funkcjonariusze SS i policji niemieckiej. Tym ostatnim właściciel dostarczał prostytutki i alkohol. Najbardziej znaczący mieszkańcy getta, nie wyłączając abstynentów, regularnie odwiedzali restaurację przy ul. Lubartowskiej, by nie narazić się na gniew Grajera. Niektórzy Niemcy przypuszczali, że był on jedynie „słupem”, a prawdziwym właścicielem lokalu był dowódca SS i policji na dystrykt lubelski SS-Brigadeführer Odilo Globocnik.
Grajer skupił wokół siebie kilkunastu współpracowników, wywodzących się zazwyczaj z przedwojennego środowiska przestępczego lub z innych środowisk marginesu społecznego. Za zgodą Niemców jego grupa przejęła kontrolę nad szmuglem żywności oraz nielegalnym handlem złotem i kosztownościami. Od osób zagrożonych deportacją lub innymi represjami Grajer pobierał ogromne łapówki. Z kolei od bogatych Żydów, którzy odwiedzali jego restaurację, wymuszał pieniądze, złoto i kosztowności (zazwyczaj pod pretekstem rzekomego „długu”), opornym grożąc interwencją Gestapo. Zyskami najprawdopodobniej dzielił się z Niemcami. Krążyły pogłoski, że na zapleczu jego restauracji torturowano Żydów, aby wymusić od nich pieniądze lub kosztowności. Denuncjował również Gestapo tych Żydów, którzy ukrywali złoto lub wartościowe towary.
Grajer i jego współpracownicy zasadniczo nie aspirowali do zajmowania prominentnych pozycji w strukturach Judenratu i innych oficjalnych instytucji, w razie potrzeby starali się natomiast uzyskać nieformalny wpływ na ich działalność. Grajer bardzo blisko współpracował m.in. z komendantem Żydowskiej Służby Porządkowej Mendlem Goldfarbem, a prawdopodobnie również z wiceprezesem i późniejszym prezesem lubelskiego Judenratu – Markiem Altenem. Jego grupa utrzymywała także kontakty z polskimi przestępcami, którzy operowali po „aryjskiej stronie”.
W getcie Grajer był znany także ze swej urody i elegancji. Nechama Tec wspominała, że wyglądem przypominał filmowego amanta Rudolpha Valentino.
Niektóre źródła podają, że z grupą Grajera, podporządkowaną funkcjonariuszom z urzędu komendanta SD i policji bezpieczeństwa w Lublinie (KdS Lublin), rywalizowała inna siatka żydowskich konfidentów, działająca pod patronatem esesmanów z załogi obozu pracy przy ul. Lipowej. Ci ostatni często mieli korzystać z okazji, aby zaszkodzić „konkurencji”, demolując restaurację Grajera, konfiskując przeznaczone dla niej dostawy alkoholu i żywności, bijąc pracowników lub zabierając ich na roboty przymusowe. Konkurencją dla grupy Grajera stał się także utworzony pod koniec 1941 roku „Urząd ds. Dezynfekcji i Odwszenia”, będący de facto półoficjalną niemiecką agenturą. Grajer wyszedł z tej rywalizacji zwycięsko, poprzez złożenie doniesienia, że szef „Urzędu”, Bolesław Tenenbaum, gromadzi bez wiedzy Niemców znaczne ilości złota i pieniędzy. Gdy rewizja potwierdziła prawdziwość donosu, Tenenbauma zastrzelono, a „Urząd” uległ likwidacji w kwietniu 1942 roku.

#### Po rozpoczęciu deportacji
W nocy z 16 na 17 marca 1942 roku Niemcy przystąpili do likwidacji getta lubelskiego. W ciągu niespełna miesiąca blisko 26–28 tys. osób wywieziono do obozu zagłady w Bełżcu, a około 1,5–2 tys. zastrzelono. Pozostających jeszcze w mieście Żydów, w liczbie około ośmiu tysięcy, osadzono w nowym getcie na Majdanie Tatarskim, przy czym w ciągu kilku dni liczba ta zmalała o połowę na skutek kolejnych „selekcji” i masowych egzekucji. W czasie tych wydarzeń w lokalu Grajera urządził swój punkt dowodzenia sztab „akcji wysiedleńczej”. Esesmanom kierującym deportacjami Grajer dostarczał alkohol i żywność, a wolny czas umilała im działająca w lokalu orkiestra. Specjalna linia telefoniczna łączyła restaurację z biurem SS-Brigadeführera Globocnika, przy czym zdarzać się miało, że połączenia osobiście odbierał właściciel lokalu.
W czasie wiosennej „akcji wysiedleńczej” Niemcy wykorzystali Grajera i jego grupę do szerzenia dezinformacji, wyłapywania uciekinierów oraz wymuszania lub wyłudzania pieniędzy i kosztowności od lubelskich Żydów. W zamian za duże łapówki Grajer miał wyciągnąć kilka osób z transportów do Bełżca. Za zgodą Niemców pośredniczył w sprzedaży dokumentów, które miały chronić przed wywózką. Zdarzało się jednak, że mimo otrzymania zapłaty, nie dostarczał obiecanych dokumentów lub okazywały się one bezwartościowe. Sujka Erlichman-Bank wspominała, że w czasie „akcji” Grajer udał się do synagogi Maharszala, w której zgromadzono Żydów oczekujących na deportację i zaoferował załatwienie zezwoleń na pracę w zamian za opłatę w wysokości 500 złotych od osoby. Tym którzy zapłacili, dostarczył obiecane dokumenty, jednakże okazały się fałszywe i nie uchroniły posiadaczy przed wywózką do Bełżca. Razem z niektórymi przedstawicielami Judenratu i funkcjonariuszami Żydowskiej Służby Porządkowej wziął także udział w zbieraniu pieniędzy i kosztowności na „kontrybucję”, która rzekomo miała doprowadzić do przerwania deportacji. Niektórzy świadkowie wspominali, że Grajer na polecenie Niemców uspokajał Żydów czekających na transport do Bełżca, zapewniając, że nie mają się czego obawiać, gdyż zostaną „osiedleni na Wschodzie”. Miał także z megafonem krążyć po ulicach getta, wzywając mieszkańców do opuszczenia kryjówek. Ponadto według jednej z relacji Grajer miał wraz z ubranymi po cywilnemu gestapowcami patrolować dworzec kolejowy w Lublinie, wyszukując Żydów usiłujących uciec z miasta. Schwytanych uciekinierów miano zabijać w piwnicy na terenie dworca. Z kolei według innej relacji złapanych na dworcu Żydów zabierano do getta i rozstrzeliwano w restauracji Grajera.
Po zakończeniu „akcji” Grajer przeniósł się do nowego getta. Wraz z nim zamieszkała jego matka, brat z bratową oraz dwie siostry z mężami. Grajer zaopiekował się także dalszymi członkami rodziny; z Grodna zdołał nawet sprowadzić swojego szwagra, a z Warszawy – brata wujecznego i jego rodzinę. Władze niemieckie przydzieliły mu dwa domy przy ul. Majdan Tatarski 9 i 11; w jednym z nich ponownie otworzył restaurację.
W tym czasie stał się już swego rodzaju osobą publiczną. Niemcy nadali mu przydomek „żydowski król”, podczas gdy wśród mieszkańców getta był znany jako „cesarz żydowski” lub „cesarz Szamele”. O jego statusie świadczył także fakt, że po przesiedleniu na Majdan Tatarski otrzymał j-ausweis nr 2, co oznacza, że w spisie mieszkańców getta figurował zaraz za przewodniczącym Judenratu Markiem Altenem. Jego lokal nadal chętnie odwiedzali niemieccy urzędnicy i oficerowie oraz żydowscy konfidenci.
W nieustalonym momencie, prawdopodobnie wiosną 1942 roku, Grajer zerwał długoletni związek z Gołdą Małc. 6 maja tegoż roku poślubił natomiast 20-letnią Minę Fiszman. Ślubu udzielił im rabin, a w hucznym weselu uczestniczyli funkcjonariusze Gestapo. Zarówno okoliczności, w których zawarto małżeństwo, jak i uroczystość weselna, odbiły się szerokim echem w getcie i obrosły wieloma legendami, których weryfikacja pozostaje obecnie bardzo trudna. Na temat losów Gołdy Małc także zachowały się sprzeczne informacje; wiadomo jedynie, że po wiosennej „akcji” znalazła się na Majdanie Tatarskim. Według niektórych przekazów Grajer miał zmusić ją do ślubu z pewnym szoferem, według innych nasłani przez niego Niemcy zabili Małc lub wysłali ją do obozu koncentracyjnego na Majdanku.
W pierwszej połowie 1942 roku Grajer był regularnie zabierany przez Niemców do getta warszawskiego. Był tam również obecny podczas „Wielkiej Akcji”. Adam Kopciowski przypuszcza, że Niemcy powierzyli mu podobne zadania jak w trakcie wcześniejszej „akcji” w Lublinie: prowadzenie dezinformacji, działalność agenturalną, wymuszanie lub wyłudzanie pieniędzy i kosztowności. Realizując te zadania Grajer prawdopodobnie zarówno współpracował, jak i rywalizował z miejscowymi konfidentami i kolaborantami. Jest możliwe, że to on, jako protegowany przybyłego z Lublina sztabu „akcji wysiedleńczej”, doprowadził do śmierci dwóch wpływowych osobistości warszawskiego getta: Moryca Kohna i Zeliga Hellera. Według jednej z relacji miał także uczestniczyć w „selekcjach” na warszawskim Umschlagplatzu. Rzekomo chwalił się później, że „własnoręcznie zaplombował 11 tys. Żydów do Treblinki”. Johannes Sachslehner przypuszcza, że za wysłaniem Grajera do Warszawy mógł stać sam Odilo Globocnik, który liczył, że Grajer pomoże mu zdobyć pieniądze lub kosztowności należące do tamtejszych Żydów.
Grajer pozostał także postrachem lubelskich Żydów. Pewnego razu miał zaprosić do siebie najbogatszych mieszkańców getta i zażądać od każdego spłaty rzekomego długu, w wysokości nawet do 20 tys. złotych. Uczestniczył w „selekcjach”, które Niemcy przeprowadzili na Majdanie Tatarskim 20 kwietnia, 2 września oraz 24 października 1942 roku. Świadkowie wspominali, że chodził wtedy „ubrany jak SS-man z pejczem”, wskazując Niemcom osoby, z którymi miał prywatne porachunki. W tym samym czasie kelnerki z jego restauracji podawały esesmanom zakąski i napoje. Pobierał również ogromne łapówki od osób, które chciały wydostać swoich bliskich z obozu na Majdanku. Z drugiej strony znane są jednakże jednostkowe przypadki, gdy zupełnie bezinteresownie uchronił rodaków przed aresztowaniem lub deportacją bądź zdołał ich wydostać z Majdanka lub więzienia na Zamku.

#### Śmierć
9 listopada 1942 roku Niemcy przystąpili do ostatecznej likwidacji getta na Majdanie Tatarskim. Grajer przeczuwał grożące mu niebezpieczeństwo, niemniej nie podjął próby ucieczki lub ukrycia się. Być może liczył, że w zamian za dotychczasowe „zasługi” jego protektorzy pozwolą mu wyjechać na Węgry lub osadzą go w charakterze więźnia funkcyjnego na Majdanku lub na Zamku w Lublinie. Według Sachslehnera obawiał się jedynie umieszczenia w obozie pracy przy ul. Lipowej, gdyż tamtejszy komendant, SS-Untersturmführer Wolfgang Mohwinkel, był do niego szczególnie wrogo nastawiony.
Razem ze swoimi współpracownikami udzielał pomocy Niemcom także podczas ostatniej akcji likwidacyjnej. Został zabity krótko po jej zakończeniu. Nastąpiło to 11 lub 13 listopada; tego samego dnia zamordowano także Marka Altena i Mendla Goldfarba. W relacjach żydowskich można znaleźć bardzo różne wersje na temat okoliczności jego śmierci. Z zeznań złożonych przez byłych esesmanów, których sądzono po wojnie w Niemczech Zachodnich, wynika natomiast, że Grajera oraz dwóch pozostałych prominentów zlikwidowało specjalne komando egzekucyjne, którym dowodzili SS-Hauptsturmführer Hermann Worthoff (szef referatu żydowskiego w KdS Lublin) i SS-Untersturmführer Harry Sturm. Esesmani mieli przyjechać do domu Grajera, nakazać zapakowanie całego dobytku na dwa samochody, po czym w trakcie „przyjacielskiej pogawędki” jeden z Niemców zabił go strzałem w głowę. Zamordowano także jego ciężarną żonę. Pozostałych członków rodziny zabrano na Majdanek.
Egzekucję „żydowskiego króla” i pozostałych prominentów zarządził najprawdopodobniej sam Globocnik, chcąc pozbyć się w ten sposób niewygodnych świadków swych nielegalnych interesów. Według niektórych źródeł Globocnik polecił sfotografować zwłoki Grajera, Altena i Goldfarba, aby mieć dowód, że rzeczywiście zostali zabici. Według innej relacji miał natomiast osobiście udać się do opustoszałego getta, aby upewnić się, że jego rozkaz został wykonany.
Grajer został pochowany w zbiorowym grobie na Majdanie Tatarskim. W 1988 roku mogiła została przypadkowo odnaleziona. Znajdujące się w niej ludzkie szczątki (w liczbie ok. 190) ekshumowano i w 1991 roku pogrzebano na cmentarzu żydowskim przy ul. Walecznych.

## W pamięci i kulturze
Szama Grajer był jednym z najbardziej znanych żydowskich kolaborantów okresu II wojny światowej. Jego postać przewija się na kartach niemal wszystkich relacji i wspomnień z getta lubelskiego. Zazwyczaj przedstawiany jest w nich jednoznacznie negatywnie, jako postać budząca powszechny strach i nienawiść. Niektóre relacje dostarczają jednakże bardziej zniuansowanego obrazu, opisując Grajera jako swego rodzaju „gangstera-filantropa”, nie pozbawionego ludzkich odruchów. Jak podkreśla Adam Kopciowski:

Historia życia Grajera obrosła z biegiem lat swoistą legendą, a wiele wątków jego okupacyjnej „kariery” uległo daleko idącym zniekształceniom, celowym lub nieumyślnym przekłamaniom, a także częściowej mitologizacji.

Postać Grajera pojawia się na kartach powieści kryminalnej Marcina Wrońskiego A na imię jej będzie Aniela (2013), której akcja toczy się w okupowanym Lublinie.